# Ravenala madagascariensis
Ravenala madagascariensis, llamada comúnmente árbol del viajero o palma del viajero (aunque no se considera una verdadera palmera, sino una mezcla de platanera y palmera) es la única especie del género monotípico Ravenala. Forma parte de la familia Strelitziaceae y está estrechamente emparentado con el ave del paraíso. Es endémica de Madagascar donde habita renovales.

## Descripción
Es un árbol perennifolio que puede alcanzar más de 12 m de altura. Sin ramificaciones. Suele desarrollar alrededor de 20 grandes hojas en forma de abanico dispuestas en un solo plano (dístico). Las láminas de las hojas miden entre 1,5 a 3 m de largo por 0,60 a 1 m de ancho. Están sostenidas por peciolos de más de 3 m que surgen de vainas en el ápice del tronco. Al envejecer, las hojas inferiores amarillean y se rompen hasta caer, formando unos anillos circulares de vainas endurecidas a medida que el tronco va creciendo.
La inflorescencia está formada por un solo tallo en forma de racimos que surge de entre las vainas foliares. Cada racimo, de más de 60 cm de largo, está compuesto por alrededor de ocho flores largamente pedunculadas dispuestas también en un solo plano (parecidas al ave del paraíso) de color azul y blanco; son hermafroditas, asimétricas,  protegidas primariamente por grandes brácteas.
El perianto de 3+3 tépalos, los externos iguales y libres, los internos desiguales soldados, uno de mayores dimensiones y plegado en forma de flecha rodeando al estilo. El androceo con 5 o 6 estambres. El gineceo de 3 carpelos soldados, ovario ínfero, trilocular, numerosos primordios seminales.
El fruto, de color marrón, es una cápsula cilíndrica (7,5-10 cm) con 3 valvas que contiene varias semillas de 1 cm azuladas.

## Usos y cultivo
En climas benignos libres de heladas se utiliza como planta ornamental por su aspecto exótico. En climas más fríos se adapta bien al cultivo en invernaderos muy luminosos.
Se propaga por semillas o división a partir de los hijuelos que nacen en su base.

Requiere sustratos fértiles y húmedos, aunque  tolera los arenosos y arcillosos siempre que tengan un buen drenaje. Prefiere pleno sol aunque también puede crecer en ubicaciones a media sombra.
Es un emblema de la isla de Madagascar, estilizada sobre los aviones de la compañía aérea nacional y en su escudo nacional. También está presente en la Isla de la Reunión y en la Isla Mauricio, donde fue importada como planta ornamental, pero que se ha asilvestrado y está considerada hoy en día como planta invasora.[cita requerida]

Morfología
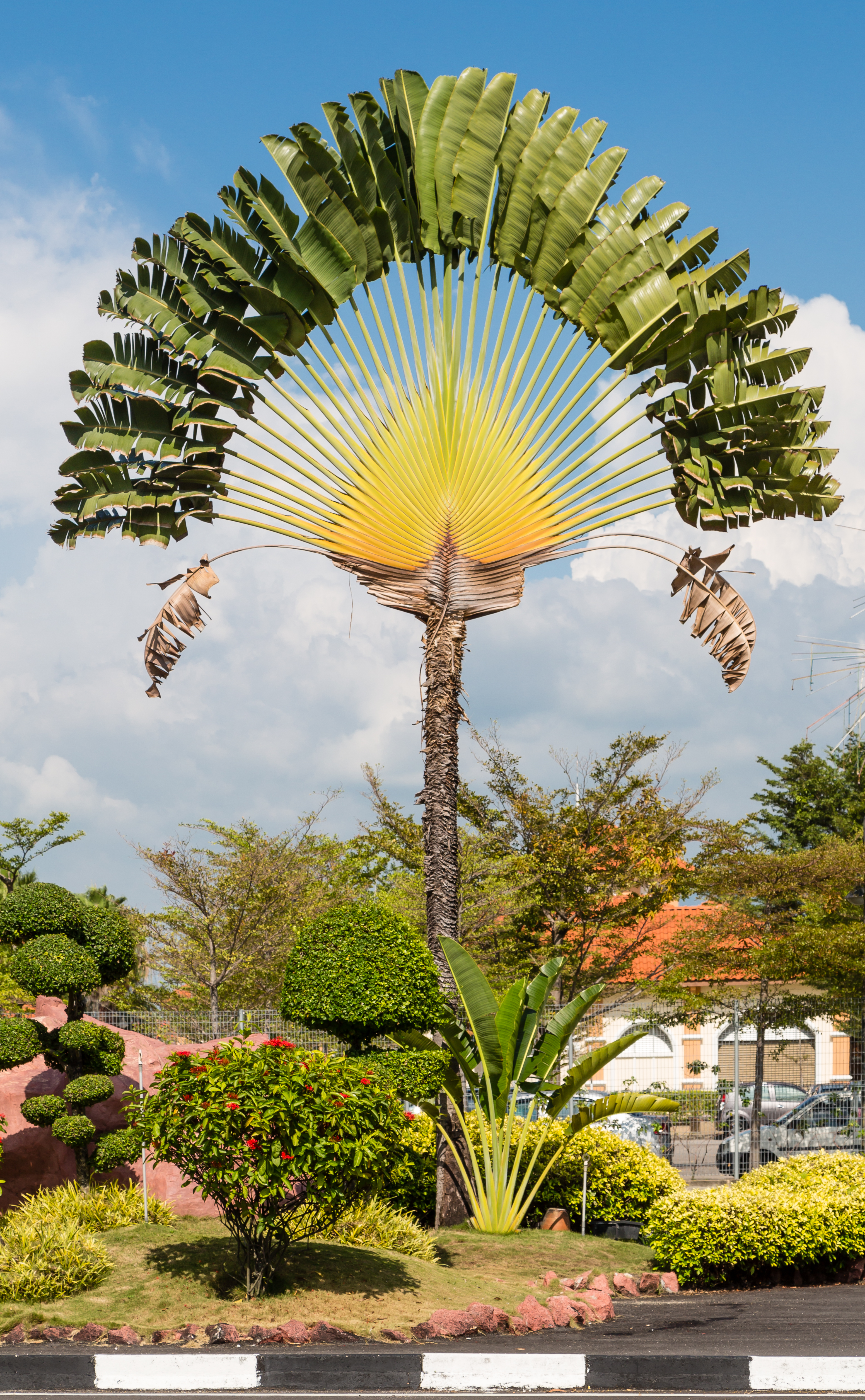
Aspecto de un ejemplar adulto
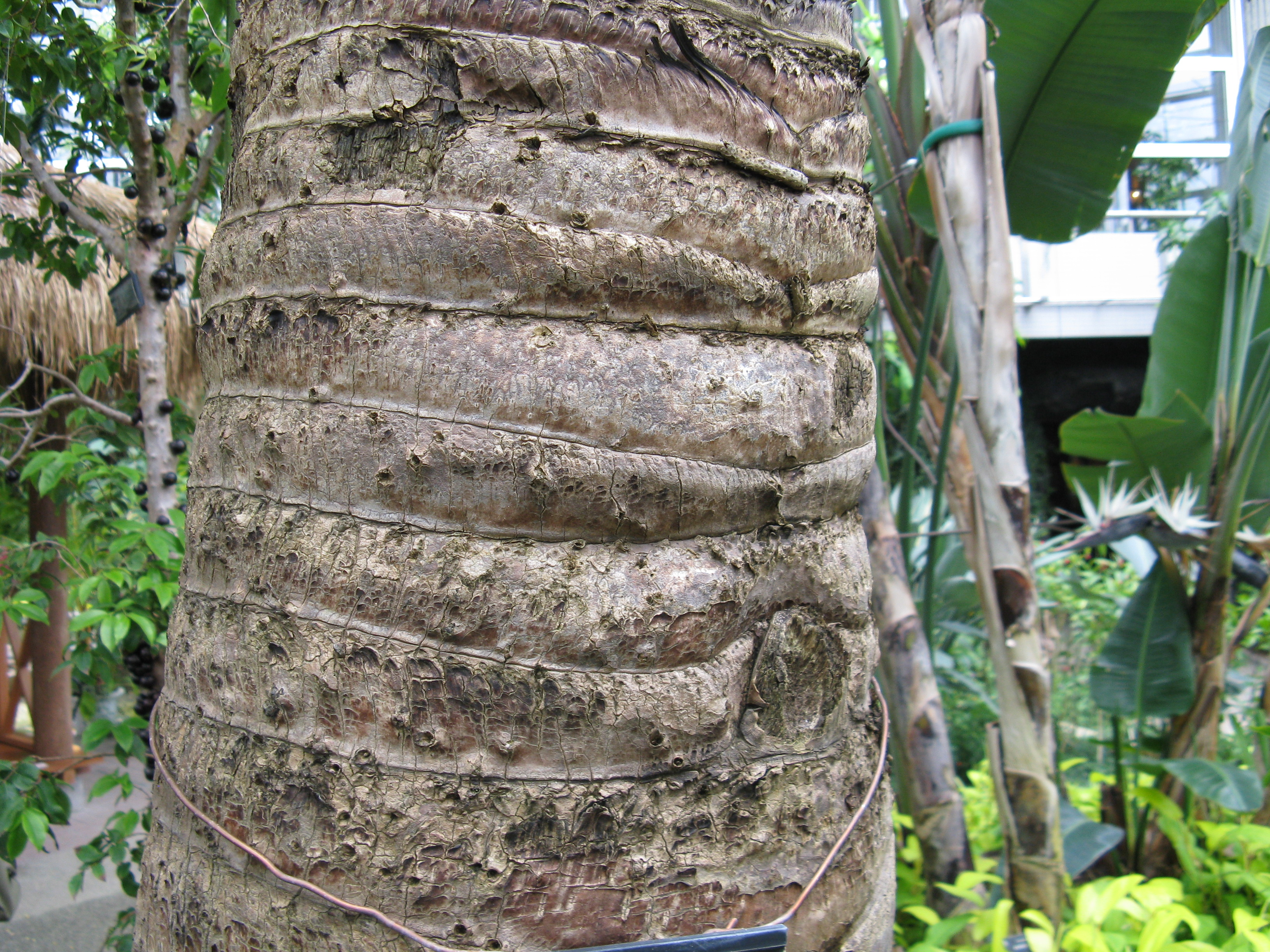
Corteza, con los característicos anillos foliares
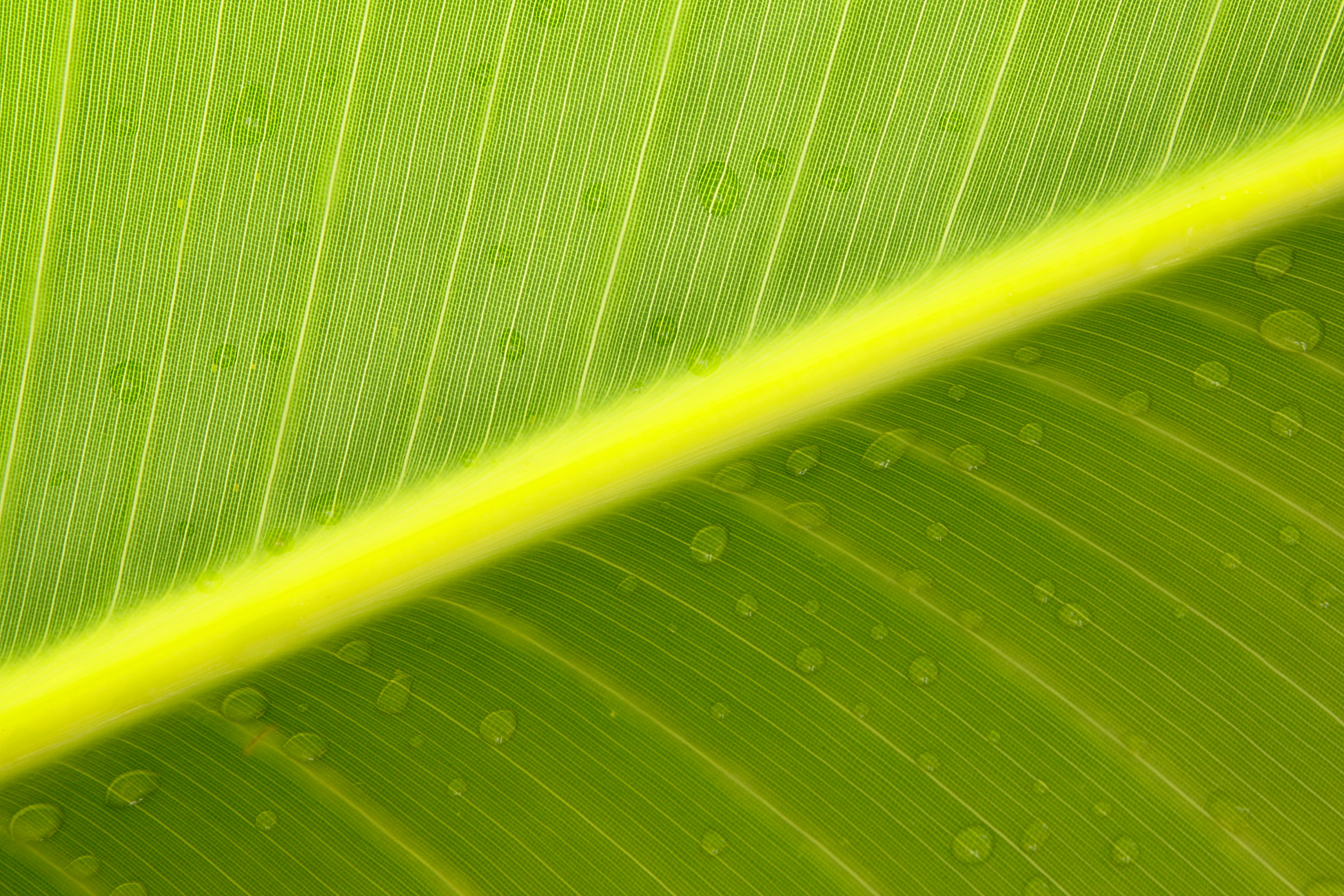
Detalle de la estructura de una hoja
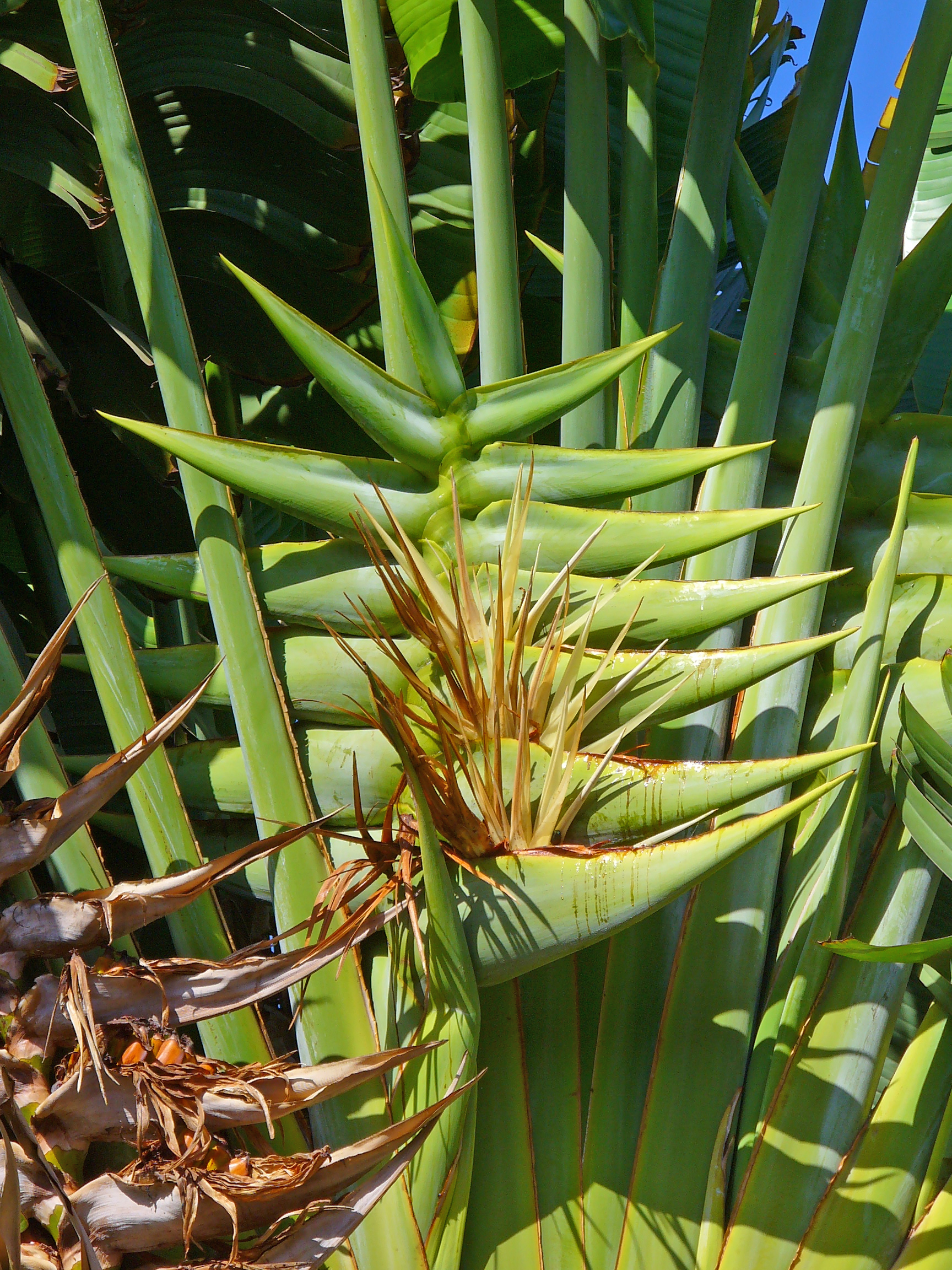
Inflorescencia
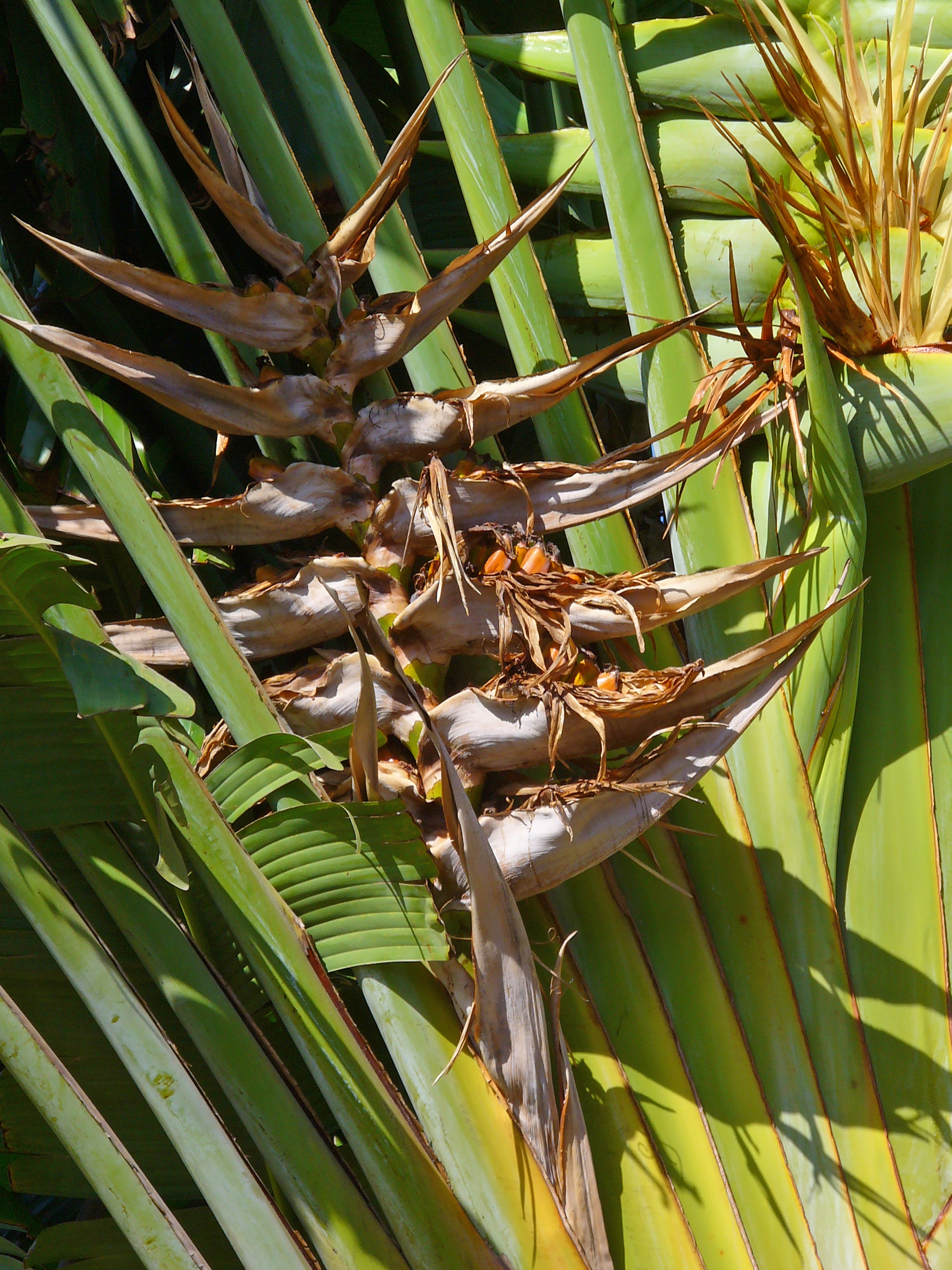
Infrutescencia
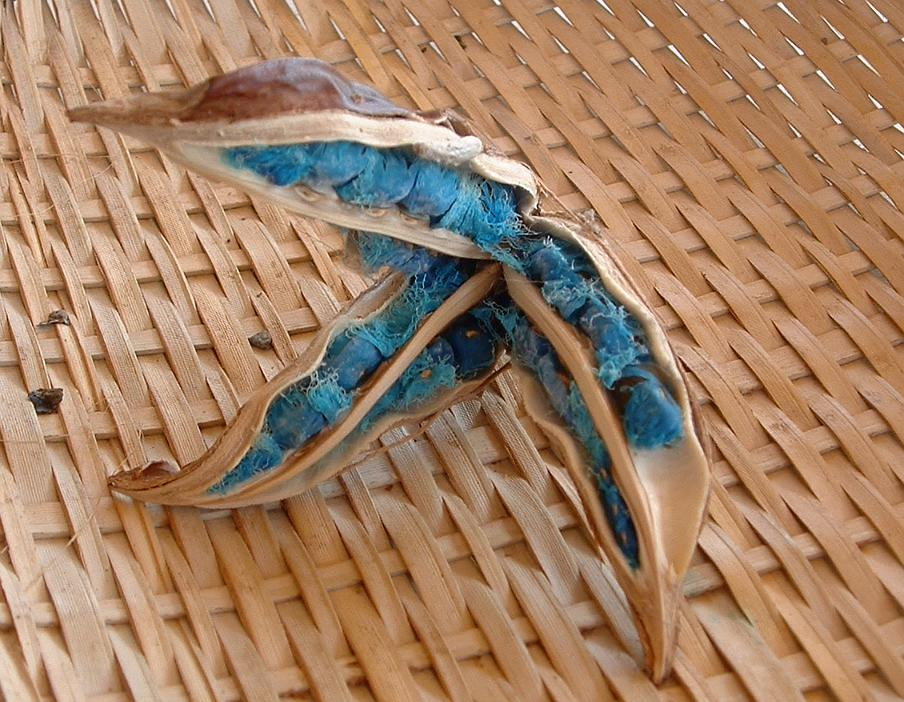
Semillas

## Taxonomía
Ravenala madagascariensis fue descrita por Pierre Sonnerat y publicado en  Voyage aux Indes Orientales 2: 223, pl. 124–126, en el año 1782.
En el año 2000 se reconocieron cuatro formas en el género Ravenala (Blanc et al., 1999; Hladik et al.): malama, hiranirana, bemavo y horonorona con diferentes características macromorfológicas según sus hábitos de crecimiento y en lugar donde crece cada una. Posteriormente se las clasificó como especie. Según los resultados de análisis de ADN, la forma horonorona sería la más primitiva en la escala evolutiva y malama la más evolucionada (Robert, 2000).
Etimología
- Ravenala deriva del Idioma malgache "ravinala", que significa «hojas del bosque».[6]
- El epíteto madagascariensis procede de su lugar de origen: Madagascar.

## Explicación de su nombre común
El nombre árbol del viajero proviene del hecho de que los viajeros sedientos podían encontrar agua depositada en muchas partes de la planta, como los foliolos de las hojas, las brácteas de las flores y en el interior de los huecos de la base de cada hoja que puede almacenar hasta un cuarto de litro de agua.